# Addicted to You (Avicii)
Addicted to You is een nummer van de Zweedse muziekproducent Avicii. Het is geschreven door Avicii, Ash Pournouri, Mac Davis en Josh Krajcik en staat op Avicii's debuutalbum True. In het nummer hoor je ook vocals van de Amerikaanse zangeres Audra Mae. "Addicted to You" was voor het eerst te horen op de Australische radiozender op 27 november 2013. Op 11 maart 2014 verschenen de remixes van het nummer.
Voor het nummer zijn er twee muziekvideo's uitgebracht.

## Tracklist
| Nr. | Titel                                | Duur  |
| --- | ------------------------------------ | ----- |
| 1.  | Addicted to You (David Guetta remix) | 05:18 |

| Nr. | Titel                                     | Duur  |
| --- | ----------------------------------------- | ----- |
| 1.  | Addicted to You (Avicii by Avicii)        | 05:31 |
| 2.  | Addicted to You (David Guetta remix)      | 05:18 |
| 3.  | Addicted to You (Sick Individuals remix)  | 05:00 |
| 4.  | Addicted to You (Albin Myers remix)       | 05:31 |
| 5.  | Addicted to You (Ashley Wallbridge remix) | 04:51 |
| 6.  | Addicted to You (Bent Collective remix)   | 05:57 |

## Hitnoteringen

### Nederlandse Top 40
| Hitnotering: 15-02-2014 t/m 05-07-2014 | Hitnotering: 15-02-2014 t/m 05-07-2014 | Hitnotering: 15-02-2014 t/m 05-07-2014 | Hitnotering: 15-02-2014 t/m 05-07-2014 | Hitnotering: 15-02-2014 t/m 05-07-2014 | Hitnotering: 15-02-2014 t/m 05-07-2014 | Hitnotering: 15-02-2014 t/m 05-07-2014 | Hitnotering: 15-02-2014 t/m 05-07-2014 | Hitnotering: 15-02-2014 t/m 05-07-2014 | Hitnotering: 15-02-2014 t/m 05-07-2014 | Hitnotering: 15-02-2014 t/m 05-07-2014 | Hitnotering: 15-02-2014 t/m 05-07-2014 | Hitnotering: 15-02-2014 t/m 05-07-2014 | Hitnotering: 15-02-2014 t/m 05-07-2014 | Hitnotering: 15-02-2014 t/m 05-07-2014 | Hitnotering: 15-02-2014 t/m 05-07-2014 | Hitnotering: 15-02-2014 t/m 05-07-2014 | Hitnotering: 15-02-2014 t/m 05-07-2014 | Hitnotering: 15-02-2014 t/m 05-07-2014 | Hitnotering: 15-02-2014 t/m 05-07-2014 | Hitnotering: 15-02-2014 t/m 05-07-2014 | Hitnotering: 15-02-2014 t/m 05-07-2014 | Hitnotering: 15-02-2014 t/m 05-07-2014 |
| Week:                                  | 1                                      | 2                                      | 3                                      | 4                                      | 5                                      | 6                                      | 7                                      | 8                                      | 9                                      | 10                                     | 11                                     | 12                                     | 13                                     | 14                                     | 15                                     | 16                                     | 17                                     | 18                                     | 19                                     | 20                                     | 21                                     |                                        |
| -------------------------------------- | -------------------------------------- | -------------------------------------- | -------------------------------------- | -------------------------------------- | -------------------------------------- | -------------------------------------- | -------------------------------------- | -------------------------------------- | -------------------------------------- | -------------------------------------- | -------------------------------------- | -------------------------------------- | -------------------------------------- | -------------------------------------- | -------------------------------------- | -------------------------------------- | -------------------------------------- | -------------------------------------- | -------------------------------------- | -------------------------------------- | -------------------------------------- | -------------------------------------- |
| Positie:                               | 17                                     | 13                                     | 7                                      | 6                                      | 6                                      | 6                                      | 8                                      | 7                                      | 6                                      | 6                                      | 6                                      | 7                                      | 7                                      | 10                                     | 11                                     | 12                                     | 14                                     | 20                                     | 28                                     | 33                                     | 40                                     | uit                                    |

### NederlandseSingle Top 100
| Hitnotering: 01-02-2014 t/m 30-08-2014 | Hitnotering: 01-02-2014 t/m 30-08-2014 | Hitnotering: 01-02-2014 t/m 30-08-2014 | Hitnotering: 01-02-2014 t/m 30-08-2014 | Hitnotering: 01-02-2014 t/m 30-08-2014 | Hitnotering: 01-02-2014 t/m 30-08-2014 | Hitnotering: 01-02-2014 t/m 30-08-2014 | Hitnotering: 01-02-2014 t/m 30-08-2014 | Hitnotering: 01-02-2014 t/m 30-08-2014 | Hitnotering: 01-02-2014 t/m 30-08-2014 | Hitnotering: 01-02-2014 t/m 30-08-2014 | Hitnotering: 01-02-2014 t/m 30-08-2014 | Hitnotering: 01-02-2014 t/m 30-08-2014 | Hitnotering: 01-02-2014 t/m 30-08-2014 | Hitnotering: 01-02-2014 t/m 30-08-2014 | Hitnotering: 01-02-2014 t/m 30-08-2014 | Hitnotering: 01-02-2014 t/m 30-08-2014 | Hitnotering: 01-02-2014 t/m 30-08-2014 |
| Week:                                  | 1                                      | 2                                      | 3                                      | 4                                      | 5                                      | 6                                      | 7                                      | 8                                      | 9                                      | 10                                     | 11                                     | 12                                     | 13                                     | 14                                     | 15                                     | 16                                     |                                        |
| -------------------------------------- | -------------------------------------- | -------------------------------------- | -------------------------------------- | -------------------------------------- | -------------------------------------- | -------------------------------------- | -------------------------------------- | -------------------------------------- | -------------------------------------- | -------------------------------------- | -------------------------------------- | -------------------------------------- | -------------------------------------- | -------------------------------------- | -------------------------------------- | -------------------------------------- | -------------------------------------- |
| Positie:                               | 95                                     | 26                                     | 10                                     | 8                                      | 6                                      | 5                                      | 7                                      | 8                                      | 6                                      | 5                                      | 7                                      | 7                                      | 9                                      | 9                                      | 14                                     | 19                                     |                                        |
| Week:                                  | 17                                     | 18                                     | 19                                     | 20                                     | 21                                     | 22                                     | 23                                     | 24                                     | 25                                     | 26                                     | 27                                     | 28                                     | 29                                     | 30                                     | 31                                     |                                        |                                        |
| Positie:                               | 19                                     | 19                                     | 33                                     | 35                                     | 43                                     | 43                                     | 40                                     | 36                                     | 36                                     | 46                                     | 53                                     | 65                                     | 80                                     | 88                                     | 97                                     | uit                                    |                                        |

### 3FM Mega Top 50
| Hitnotering: 08-02-2014 t/m 02-08-2014 | Hitnotering: 08-02-2014 t/m 02-08-2014 | Hitnotering: 08-02-2014 t/m 02-08-2014 | Hitnotering: 08-02-2014 t/m 02-08-2014 | Hitnotering: 08-02-2014 t/m 02-08-2014 | Hitnotering: 08-02-2014 t/m 02-08-2014 | Hitnotering: 08-02-2014 t/m 02-08-2014 | Hitnotering: 08-02-2014 t/m 02-08-2014 | Hitnotering: 08-02-2014 t/m 02-08-2014 | Hitnotering: 08-02-2014 t/m 02-08-2014 | Hitnotering: 08-02-2014 t/m 02-08-2014 | Hitnotering: 08-02-2014 t/m 02-08-2014 | Hitnotering: 08-02-2014 t/m 02-08-2014 | Hitnotering: 08-02-2014 t/m 02-08-2014 | Hitnotering: 08-02-2014 t/m 02-08-2014 | Hitnotering: 08-02-2014 t/m 02-08-2014 | Hitnotering: 08-02-2014 t/m 02-08-2014 | Hitnotering: 08-02-2014 t/m 02-08-2014 | Hitnotering: 08-02-2014 t/m 02-08-2014 | Hitnotering: 08-02-2014 t/m 02-08-2014 | Hitnotering: 08-02-2014 t/m 02-08-2014 | Hitnotering: 08-02-2014 t/m 02-08-2014 | Hitnotering: 08-02-2014 t/m 02-08-2014 | Hitnotering: 08-02-2014 t/m 02-08-2014 | Hitnotering: 08-02-2014 t/m 02-08-2014 | Hitnotering: 08-02-2014 t/m 02-08-2014 | Hitnotering: 08-02-2014 t/m 02-08-2014 | Hitnotering: 08-02-2014 t/m 02-08-2014 |
| Week:                                  | 1                                      | 2                                      | 3                                      | 4                                      | 5                                      | 6                                      | 7                                      | 8                                      | 9                                      | 10                                     | 11                                     | 12                                     | 13                                     | 14                                     | 15                                     | 16                                     | 17                                     | 18                                     | 19                                     | 20                                     | 21                                     | 22                                     | 23                                     | 24                                     | 25                                     | 26                                     |                                        |
| -------------------------------------- | -------------------------------------- | -------------------------------------- | -------------------------------------- | -------------------------------------- | -------------------------------------- | -------------------------------------- | -------------------------------------- | -------------------------------------- | -------------------------------------- | -------------------------------------- | -------------------------------------- | -------------------------------------- | -------------------------------------- | -------------------------------------- | -------------------------------------- | -------------------------------------- | -------------------------------------- | -------------------------------------- | -------------------------------------- | -------------------------------------- | -------------------------------------- | -------------------------------------- | -------------------------------------- | -------------------------------------- | -------------------------------------- | -------------------------------------- | -------------------------------------- |
| Positie:                               | 24                                     | 10                                     | 7                                      | 6                                      | 4                                      | 4                                      | 7                                      | 6                                      | 3                                      | 3                                      | 5                                      | 6                                      | 7                                      | 9                                      | 10                                     | 11                                     | 13                                     | 14                                     | 24                                     | 30                                     | 31                                     | 32                                     | 33                                     | 42                                     | 43                                     | 49                                     | uit                                    |

### NPO Radio 2 Top 2000
| Nummer met noteringen in de NPO Radio 2 Top 2000 | '15  | '16  | '17  | '18 | '19  | '20  | '21  | '22  | '23  | '24  |
| ------------------------------------------------ | ---- | ---- | ---- | --- | ---- | ---- | ---- | ---- | ---- | ---- |
| Addicted to You                                  | 1137 | 1758 | 1965 | 807 | 1038 | 1361 | 1431 | 1749 | 1689 | 1743 |

1. ↑  Een vetgedrukt getal geeft de hoogste notering aan.
2. ↑  2015 was het eerste jaar met een notering voor dit nummer.

## Releasedata
| Land                | Releasedatum     | Formaat                  | Label                  |
| ------------------- | ---------------- | ------------------------ | ---------------------- |
| Australië           | 27 november 2013 | Radio                    | Universal Island       |
| Duitsland           | 11 maart 2014    | Muziekdownload (remixes) | PRMD, Avicii Music     |
| Verenigd Koninkrijk | 11 maart 2014    | Muziekdownload (remixes) | PRMD, Avicii Music     |
| Verenigde Staten    | 11 maart 2014    | Muziekdownload (remixes) | PRMD, Avicii Music     |
| Verenigd Koninkrijk | 7 april 2014     | Radio                    | PRMD                   |
| Verenigde Staten    | 3 juni 2014      | Radio                    | PRMD, Universal Island |